# 自足算子
自足算子或自足连结词是在一特定类的算子中只靠自身就能生成所有这些算子的算子。在逻辑中，它是足够生成所有布尔值函数的一个逻辑算子，{\displaystyle f:X\to \mathbb {B} }，这里的 {\displaystyle X\!} 是一个任意集合而 {\displaystyle \mathbb {B} } 是一个通用的 2-元素集合，典型为 {\displaystyle \mathbb {B} =\{0,1\}=\{\mathrm {false} ,\mathrm {true} \}}，特别是生成所有的有限布尔函数，{\displaystyle f:\mathbb {B} ^{k}\to \mathbb {B} }。